# Sjón
Sigurjón Birgir Sigurðsson, känd under pseudonymen Sjón ("en syn", "synen"; sammandragning av Sigurjón), född 27 augusti 1962 i Reykjavik, är en isländsk författare, poet och sångtextförfattare.
Sjón har skrivit musiktexter, lyrik och åtta romaner, varav den femte, Skugga-Baldur, fick Nordiska rådets litteraturpris 2005. Han har även skrivit texter åt sångerskan Björk och bandet The Sugarcubes (där han ibland även spelade luftgitarr på konserter). Sången "I’ve Seen It All" i Lars von Triers film Dancer in the Dark (text av Sjón och Lars von Trier, musik av Björk) nominerades till både en Oscar och en Golden Globe Award i kategorin Bästa originalsång 2001.
Sjóns senaste roman Ég er sofandi hurð (Jag är en sovande dörr) är den avslutande delen i en trilogi med Dina ögon såg mig (1997) och Med skälvande tårar (2003). Ég er sofandi hurð gavs inte ut separat på Island utan i ett samlingsband med namnet CoDex 1962 (2016) där alla tre delarna och ett efterord ingår. Rámus ger ut Coex 1962 på svenska våren 2021. Liksom den isländska förlagan blir det ett samlingsband med nytryck av Anna Gunnarsdotter Grönberg översättningar av Dina ögon såg mig (1997) och Med skälvande tårar (2003) och den avslutande delen Jag är en sovande dörr (prel. titel) i översättning av John Swedenmark.
Sedan 2016 är Sjón representerad i Framtidsbiblioteket, med en text författad på isländska.